# Adam Dickinson
Adam Dickinson (nascut el 5 de novembre de 1986) és un futbolista anglès que actualment juga per l'Auckland City del Campionat de Futbol de Nova Zelanda. Hi juga com a davanter.

## Trajectòria esportiva
Dickinson jugà per l'equip juvenil del Tranmere Rovers on encara que marcà 5 gols en 14 partits, mai va ser convocat per l'equip professional. Va iniciar la seva carrera esportiva amb el Connah's Quay Nomads F.C. de la Premier League Gal·lesa, abans que el nom del club fos canviat a Gap Connah's Quay F.C. perquè el president del club el va canviar. Quasi no jugà en la temporada 2007-2008, ja que jugà un total de tan sols vint minuts en un partit contra el Neath F.C. on va ser lesionat amb un lligament encreuat anterior. La temporada següent retornà i jugà onze cops marcant dos gols abans que se n'anés a Nova Zelanda a jugar amb l'Auckland City FC.
Va debutar per l'Auckland City FC el 31 de gener de 2009 en un partit contra el Team Wellington en què van perdre 1 a 3 a Kiwitea Street, Auckland. Un moment important en la carrera de Dickinson va ser quan marcà un gol contra l'Al Ahli en el Campionat del Món de Clubs de la FIFA de 2009 en un partit que seria la primera victòria en el Campionat del Món de Clubs pel club. Des d'aleshores Dickinson ha jugat en el Campionat del Món de Clubs de 2011 i per l'equip ha jugat en més de cinquanta ocasions.

## Palmarès
- Lliga de Campions de l'OFC (2): 2010-11, 2011-12.